# Verkiezingen voor het Europees Parlement 2024/Kandidatenlijst/VVD
De kandidatenlijst voor de Europese Parlementsverkiezingen 2024 in Nederland van de lijst VVD (lijstnummer 2) is na controle door de Kiesraad als volgt vastgesteld:
- vet: verkozen
- schuin: voorkeurdrempel overschreden

1. Azmani,  M.  (Malik) (m),  's-Gravenhage - 351.733 stemmen
2. Groothuis,  B.  (Bart) (m),  Voorburg - 107.714
3. Baljeu,  J.N.  (Jeannette) (v),  Rotterdam - 91.653
4. Salemink,  L.W.  (Lennart) (m),  Amsterdam - 10.371
5. Müller,  A.S.  (Alisha) (v),  Voorburg - 13.562
6. Hendricks,  F.A.I.A.  (Fabiènne) (v),  Maastricht - 27.495
7. Millenaar,  H.  (Bart) (m),  Brussel (BE) - 6.215
8. Boelema,  E.F.  (Ellen) (v),  Brussel (BE) - 6.557
9. van Brug,  A.  (Anouk) (v),  's-Gravenhage - 31.569
10. Smit,  M.  (Marco) (m),  Niebert - 6.394
11. de Groot,  B.G.A.  (Björn) (m),  Brussel (BE) - 2.094
12. van Suijlichem,  P.E.  (Pieter-Bas) (m),  Utrecht - 3.104
13. Janssen,  S.M.  (Sander) (m),  Hengelo - 8.489
14. Bloi,  J.M.  (Jacques Michél) (m),  Slenaken - 1.561
15. Gräfin von der Schulenburg,  A.H.E.M.  (Anna-Chistina) (v),  Leusden - 5.081
16. Becker,  E.C.  (Erik) (m),  Maastricht - 2.634
17. van Beek,  M.L.L.C.  (Marlou) (v),  Sluis - 4.680
18. Overdevest,  G.P.  (Gé) (m),  Zoeterwoude - 2.035
19. van den Hoogenband,  P.P.  (Pepijn) (m),  Utrecht - 2.506
20. Heijnen,  F.M.C.  (Francine) (v),  Delft - 3.688
21. Schuurman,  A.  (André) (m),  Baarn - 1.660
22. Sjoers,  E.N.  (Erik) (m),  Dronten - 1.930
23. van der Zee,  R.C.M.  (Roeland) (m),  Arnhem - 2.883
24. Bakker,  A.J.  (Alexander) (m),  Landsmeer - 1.412
25. Peters,  F.A.J.  (Frederik) (m),  Lent - 1.620
26. van Scherpenzeel,  A.R.P.  (Richard) (m),  Maassluis - 1.882
27. Klomps,  J.W.E.  (Jeroen Willem) (m),  Maarssen - 1.060
28. Sonderen,  C.  (Casper) (m),  Winterswijk - 5.559

GROENLINKS / Partij van de Arbeid (PvdA) ·
VVD · 
CDA - Europese Volkspartij · 
Forum voor Democratie ·
D66 ·
Partij voor de Dieren ·
50PLUS ·
PVV (Partij voor de Vrijheid) ·
JA21 ·
NL PLAN EU  ·
ChristenUnie ·
Staatkundig Gereformeerde Partij (SGP) ·
BBB ·
Meer Directe Democratie ·
SP (Socialistische Partij) ·
vandeRegio ·
Volt Nederland ·
Belang Van Nederland (BVNL) ·
NSC ·
Piratenpartij - De Groenen ·